# Enrique VI del Palatinado
Enrique VI"el Joven" de Brunswick, de la casa de Welf, fue conde palatino del Rin desde 1212 hasta 1214.
Enrique nació alrededor del año 1196, el hijo único del conde palatino Enrique V e Inés, hija de Conrado I del Palatinado. En 1212 se casó con Matilde de Brabante (m. 1267), hija del duque Enrique I de Baja Lorena y Brabante.
Enrique fue criado en la corte de su tío, el rey Juan de Inglaterra, y regresó a Alemania en 1211/1212. Sobre bases políticas, el padre de Enrique abdicó la dignidad del Palatinado en su favor en 1212.  
En la asamblea de la corte en noviembre de 1212 en Aquisgrán, Enrique se puso del lado de su tío el emperador Otón IV. Se supone que estuvo prometido con Matilde de Brabante aproximadamente en la misma época. Poco después tomó parte contra el partido de Otón IV en nombre de Federico II. 
Enrique murió sin hijos el 16 o el 26 de abril de 1214. Fue enterrado en la abadía de Schönau cerca de Heidelberg. Le sucedió como conde palatino su cuñado, el duque Luis I de Baviera.